# Khaan
A Khaan mckennai a hüllők (Reptilia) osztályának dinoszauruszok csoportjába, ezen belül a hüllőmedencéjűek (Saurischia) rendjébe, a Theropoda alrendjébe és az Oviraptoridae családjába tartozó faj.

## Tudnivalók
A Khaan egy Oviraptorosauria dinoszaurusz volt, amely Mongólia területén élt, mintegy 70 millió évvel ezelőtt. A dinoszauruszt a mongóliai Djadochta Formationban fedezték fel.
A Khaan nem nagyon különbözött a többi oviraptoszaurusztól. A Khaant, először az Ingenia nembe sorolták, de később jobban megfigyelve a felépítését, egy új nemet alkottak neki. Az oviraptoszauruszok közül, inkább a Conchoraptorral volt közelebbi rokonságban.
Mint a többi oviraptoszaurusz, a Khaan is vadászhatott kisebb gerincesekre, mint például az emlősökre, gyíkokra és kisebb dinoszauruszokra. Valószínűleg toll borította a testét.
Egy ideig a Khaan volt a legrövidebb nevű dinoszaurusz, amíg Kínában, fel nem fedeztek egy ragadozó dinoszauruszt, melynek a Mei nevet adták.